# Isomma
Isomma is een geslacht van libellen (Odonata) uit de familie van de rombouten (Gomphidae).

## Soorten
Isomma omvat 2 soorten:
- Isomma elouardi Legrand, 2003
- Isomma hieroglyphicum Selys, 1892